# Battlefield 4
Battlefield 4 (с англ. — «Поле битвы 4») — компьютерная игра в жанре шутера от первого лица, двенадцатая по счету из серии игр Battlefield, разработанная компанией DICE и изданная Electronic Arts для платформ PC, PlayStation 3, PlayStation 4, Xbox 360 и Xbox One. Игра вышла 29 октября 2013 года.

## Сюжет
Действие происходит через 6 лет после событий Battlefield 3 в 2020 году. Игрок берёт на себя роль сержанта Дэниела Рекера, бойца разведывательного подразделения, известного как группа Tombstone (с англ. — «Надгробная плита», в русской локализации — «Могильщик»). Отряд получает задание отправиться в Баку и получить важную информацию от беглого российского генерала. Группу обнаруживают, и приходится с боем прорываться назад, сражаясь с превосходящими силами российской армии. По возвращении на «Валькирию» — универсальный десантный корабль класса «Оса» — выясняется, что добытые сведения подтверждают самые худшие подозрения: китайский адмирал Чанг Вей планирует устроить военный переворот в Китае, и Россия готова его поддержать.
После анализа ситуации «Валькирия» берёт курс на Шанхай. Группе «Могильщик» поручено войти в город и эвакуировать группу ВИП-персон. Весь Китай охвачен волнениями после того, как США были обвинены в убийстве Цзинь Цзе, возможного лидера страны и активного борца за мир. Адмирал Чанг отменил выборы и ввёл режим военного времени. США и Россия сосредоточили крупные силы у китайского побережья. Напряжение нарастает. Достаточно одной искры, чтобы вспыхнул полномасштабный военный конфликт. На улицах Шанхая царит хаос: протестующие то и дело вступают в столкновения с полицией. Группе удаётся найти ВИП-персон, среди которых оказывается оперативный агент ЦРУ Ласло Ковик, а также таинственный человек, на которого китайские военные ведут настоящую охоту. С помощью Ковика отряд вырывается из Шанхая и возвращается на «Валькирию». В качестве беженцев на корабль поднимаются и многочисленные жители города. Связь не работает, и «Валькирия» направляется в Сингапур, где по последним данным должен находиться флагманский корабль «Титан» и 7-я авианосная группа США. В Сингапуре группа видит душераздирающую картину огня и разрушения: флагман потоплен, флот уничтожен, и с этого момента отряд ни в чём не может быть уверен.

## Карты
Представляют собой 33 различные карты на 16/32/48/64 игрока.

## Издания и дополнения

### Battlefield Premium
Издание Premium Edition, вышедшее 21 октября 2014 года включает: все 5 дополнений, эксклюзивные возможности персонализации, приоритет в очереди на сервер, 12 бонусных Боевых наборов.

### Дополнения к игре
Большинство дополнений входят в издания «эксклюзивное издание ПК» и Premium, а для стандартного издания покупаются отдельно.
- China Rising («Возвышение Китая») — 4 карты, 2 вида техники (мотоцикл, бомбардировщик), 2 БПЛА, 5 единиц оружия. Вышло 17 декабря 2013 года[6].
- Second Assault («Вторая Атака») — 4 популярные карты, 5 новых видов оружия, 10 новых заданий, режим «Захват флага». Вышло 18 февраля 2014 года[7].
- Naval Strike («Морской Удар») — 4 карты, 5 новых видов оружия и 2 гаджета для оружия (подствольный гранатомёт и мина), катер на воздушной подушке, режим «Штурм авианосца». Вышло 31 марта 2014 года[8].
- Dragon’s Teeth («Зубы Дракона») — 4 новые карты, 5 видов оружия и 2 дополнительных гаджета (баллистический щит, боевой военный робот), 10 заданий в новом режиме «Соединение». Вышло 15 июля 2014 года[9].
- Final Stand («Последний рубеж») — 4 новые карты по мотивам зимних просторов России, 2 вида техники (танк на реактивных двигателях, снегоход) и 2 дрона, 3 вида оружия и 2 дополнительных гаджета. Вышло 18 ноября 2014 года[10].

## Разработка
Игра разрабатывалась на основе графического движка Frostbite 3 для платформ PC (Windows 64 bit), PlayStation 3 и Xbox 360. Решение отказаться от выпуска игры для платформы Wii U творческий директор компании DICE Ларс Густавссон объяснил нежеланием рисковать: «…Мы предпочитаем сфокусироваться на том, что хорошо делаем и хорошо знаем, и выдать нечто хорошее, нежели, распыляясь, потратить много усилий и провалиться».
Технический директор DICE Йохан Андерссен подтвердил, что движок Frostbite 3 не испытывался на консоли Wii U, поскольку тесты предыдущей версии движка — Frostbite 2 — показали на этой консоли малообещающие результаты.
Отдельно отмечалось, что DICE не собирается тратить свои ресурсы на добавление в игру поддержки бесполезных по мнению разработчиков технологий, типа, motion control, которые не привносят в игру ничего нового, а осуществление поддержки потребует существенных затрат со стороны разработчиков.
В первой половине июля 2013 года была заявлена поддержка Battlefield 4 контроллера Kinect в версии для Xbox One и возможная поддержка клавиатуры и мыши для PS4. В день релиза выложена информация о том, что версия для Xbox поддерживает отслеживание положения головы: игрок может выглядывать из-за угла, поворачивать голову.
Так как консоли нового поколения (PlayStation 4 и XBox One) построены на решениях от AMD, разработчики то в Battlefield 4 была добавлена отдельная оптимизация для работы на решениях от AMD, что позволит получить на них более высокие результаты производительности. Также возможно будет реализована возможность перехода с консолей предыдущего поколения на новое с сохранением текущего прогресса, то есть, например, если начать играть в Battlefield 4 на PlayStation 3, получить несколько уровней, а затем перейти к игре на PlayStation 4, то заработанные уровни сохранятся. Студия ставит для себя задачей реализовать возможность многопользовательской игры для 64 человек и производительность 60 fps на консолях нового поколения.

## Продвижение
Анонс игры Battlefield 4 вышел в середине июля 2012 года.
27 марта 2013 года на конференции GDC было официально объявлено, что игра Battlefield 4 поступит в продажу осенью 2013 года. На официальном YouTube канале был выложен 17-минутный ролик прохождения одной из миссий одиночной кампании, исполненного представителем студии DICE в ходе презентации.
Открыт[когда?] приём предзаказов на игру в версиях для текущих платформ, для этого на официальном сайте опубликована отдельная страница оформления предзаказа на Battlefield 4.
В начале мая 2013 года Electronic Arts зарегистрировала целый ряд доменных имен для игр серии Battlefield, до Battlefield20.com включительно.
В конце июня 2013 года аналитики оценивали потенциал игры Battlefield 4 в 14 млн проданных копий за весь жизненный цикл игры, 30 % из которых будет приходиться на PC версию. Соперничество со следующей игрой серии Call of Duty не скажется негативно на цифрах, и обе игры смогут успешно сосуществовать.
Открытое бета-тестирование игры прошло с 4 по 15 октября 2013.
DICE уверены, что одиночная кампания понравится игрокам. Так, например, студия признала, что одиночная кампания Batllefield 3 была воспринята игровым сообществом не так тепло, как на это рассчитывала студия. Из множества полученных отзывов DICE получили понимание того, что игроки ожидают от сингла, и в Battlefield 4 постарались рассказать действительно захватывающую историю, которая по геймплею будет во многом перекликаться с многопользовательской составляющей игры, например, работа в отрядах, большая свобода действий. 23 октября 2013 года студия выпускает трейлер одиночной кампании, а исполнительный продюсер игры уверен, что в этот раз одиночная кампания Battlefield 4 приятно удивит игроков.
29 октября 2013 года игра официально поступила в продажу на территории США, России и СНГ для платформ Microsoft Windows, PlayStation 3, Xbox 360.
Вместе с игрой в продажу поступили различные аксессуары, оформленные в тематике Battlefield 4. Среди заявленных вещей клавиатура, мышь и гарнитура, произведённые Razer.
В начале декабря 2013 года студия признала, что в игре ещё достаточно много ошибок/недоработок, поэтому разработка по всем другим проектам остановлена и все силы брошены на правку и отладку игры. В это же время на EA было подано два иска в суд, предметами которых стало распространение неправдоподобной информации об игре Battlefield 4 до выхода её в продажу, что привело к росту акций компании и позволило владельцам продать их по завышенной цене, которая формировалась на основе этой информации. После выхода игры, которая как оказалось работает нестабильно, имеет множество ошибок и ограничений, и снизило стоимость акций.
В 2013 году ряд СМИ сообщил о блокировке игры на территории Китая. Это связывают с «угрозой национальной безопасности».
В начале февраля 2014 года представитель EA признал, что были сделаны ошибки при запуске Battlefield 4, но тем не менее игра крайне успешна. Отдельно было отмечено, что все проблемы, которые рушат игровой процесс будут обязательно исправлены. Точные цифры продаж так и не были озвучены.

## Нововведения и изменения
Новые возможности, добавленные в игру, вводились студией осторожно, так как DICE хотела остаться верна своим основным правилам, чтобы любой, кто уже играл в игры серии, взяв контроллер в руки, понял, что попал в уже знакомую, но всё-таки совсем другую игру. Подтверждённые нововведения в игре:
- улучшение VoIP-решения в игре;
- добавление режима обозревателя — возможность видеть игровой процесс глазами любого из игроков, сверху над всей картой, в режиме от третьего лица и в режиме «Свободной камеры» (англ. "Free Cam");
- обновлённая версия BattleLog[40];
- усиление в направлении поддержки киберспорта[41] (позже студия заявляет, что хочет, чтобы игра Battlefield 4 стала полноценной киберспортивной игрой[42]);
- возвращение режима командующего из Battlefield 2 — сбор разведданных, ведение «информационной войны» (возможность воспрепятствовать сбору информации командующим команды противника), снабжение ресурсами и вызов атаки артиллерией (например, крылатыми ракетами). Также возможно управление командованием через мобильные устройства[43];
- функция «Levolution» — взаимодействие с ландшафтом в реальном времени;
- наличие карт многопользовательской игры на 64 человека для ПК (позже такая возможность подтверждается и для консолей, причём её наличие было одним из высших приоритетов для создателей игры[44]);
- четыре класса, что были в Battlefield 3, но с некоторыми доработками;
- три игровые фракции в многопользовательской игре: США, Россия и Китай; В одном раунде могут участвовать не более любых двух из них.
- доступность Battlefield Premium сервиса с первого же дня поступления Battlefield 4 в продажу.
- большее количество режимов многопользовательской игры[45].
- возможность игры за женских персонажей в будущем
- ещё более большие карты по сравнению с теми, что представлены в Battlefield 3, но также будет увеличено и количество карт для ближнего боя;

Из неподтверждённых:
- предполагаемая интеграция с игрой Battlefield 3.

## «Пасхальные яйца»
В Battlefield 4 разработчики вложили несколько «пасхальных яиц». Одно из них отсылает к игре Mirror’s Edge, другое — посвящено Дню независимости США.
Как и в Battlefield 3, в игре содержится пасхальное яйцо с динозаврами.
В середине июля 2014 года на обновлённую карту «Граница Каспия» было добавлено дополнительное пасхальное яйцо, посвящённое Чемпионату мира 2014 года по футболу.

## Рецензии и награды
| Сводный рейтинг       | Сводный рейтинг                                     |
| Агрегатор             | Оценка                                              |
| --------------------- | --------------------------------------------------- |
| GameRankings          | PS4: 85,00 % PS3: 80,50 % PC: 79,47 % X360: 77,71 % |
| Metacritic            | 86, и 5,9 баллов из 10                              |
| Иноязычные издания    |                                                     |
| Издание               | Оценка                                              |
| CVG                   | 9                                                   |
| Eurogamer             | 8                                                   |
| GameSpot              | 8                                                   |
| GamesRadar+           | 4,5/5                                               |
| GameTrailers          | 9,5                                                 |
| IGN                   | 8,5                                                 |
| Joystiq               | 4,5/5                                               |
| PC Gamer (US)         | 84/100                                              |
| Polygon               | 7,5                                                 |
| VideoGamer            | 9                                                   |
| Ausgamers             | 9,4                                                 |
| Gamefront             | 89/100                                              |
| Xbox 360 Achievements | 80/100                                              |
| Shack News            | 7                                                   |
| USGamer               | 3,5/5                                               |

После дебютного показа геймплея одиночной кампании 27 марта 2013 года в Сан-Франциско (многопользовательский режим показан не был) игровые ресурсы сошлись на том, что игра действительно стала выглядеть лучше, обновлённый движок Frostbite позволяет существенно улучшить графическую составляющую Battlefield 4: лица персонажей выглядят более реалистично, освещение достойно высших похвал, уровень разрушений окружения в игре выше, чем в прошлой игре серии, вода и более сложные алгоритмы, реализованные в физическом движке, выводят игру на фотореалистичный уровень (в продемонстрированном геймплее не было заскриптованных сцен, создатели заявляют, что игрок принимает участие во всём, что видит на экране). Но это только визуальная составляющая. К кампании у журналистов были вопросы. Никаких нововведений по сравнению с прошлой игрой серии показано не было: стрельба, езда на машине, нецензурная брань в сложных и динамичных для героев игры ситуациях. Отдельно замечена странная линия развития истории, например, в гущу военных событий, в которых активно участвует боевой вертолёт, приезжает мирный житель на своей машине и главные герои садятся в неё, бросая доброго человека в центре перестрелки. Все действия, отличные от стрельбы и перемещения в пространстве, выполняются одной кнопкой, хоть игрок и участвует в процессе, но его участие ограничивается умением нажать в нужный момент одну клавишу. Баланс между свободой действий в рамках игры и/или сцены так и остался на уровне игр прошлых поколений — путь перемещения героев предопределен и финалом становится один из двух вариантов: либо игрок умирает, либо проходит этот путь до конца, ни о каком разветвлении сюжета или свободе действий речи не идёт (например, в здании одна дверь открывается, а та, что рядом — нет). Студия же заявляет, что акцент в новой игре серии делается на социальную составляющую, повышающую желание игроков пройти игру заново, так как при прохождении одиночной кампании игра будет показывать то, с какими результатами друзья прошли ту или иную миссию.
На выставке E3 2013 Battlefield 4  получил 10 наград от различных изданий, в том числе и звание лучшего сетевого и просто шутера на выставке, на этой же выставке игра получила звание лучшей игры выставки по версии GameSpot, GamesRadar и CVG. Так же «нашивки» за лучшую графику и самую ценную игру.
В день поступления игры в продажу на территории США в сети начали появляться оценки:
Сайт Eurogamer, сравнивший в плане графики версии игры для консолей, выяснил, что игра работает в разрешении 900p на консоли от Sony и в 720p на Xbox One.
Портал Absolute Games оценил игру весьма положительно, отметив традиционно роскошный мультиплеер.

## Интересные факты
- Игра Battlefield 4 в версии для PC доступна для покупки в специальном издании — в комплекте с новой видеокартой AMD семейства Radeon, которая ещё не анонсирована компанией. Демонстрация игры на GDC производилась на PC, укомплектованном топовым на тот момент графическом решении Radeon HD 7990, новая же карта будет ещё производительней[65]. По доступным данным создание такого специального издания стоило компании AMD от 5 до 8 млн долларов США[66];
- Как и в Battlefield 3[67][68] студия DICE не предоставляет игрокам возможность создавать модификации для Battlefield 4[69].
- Несмотря на то, что визуально значительных отличий между игрой на PS4 и Xbox One нет, версия для PS4 имеет в 1,5 раза большее разрешение и более стабильное количество кадров в секунду[70].
- Игровые сервера, с которыми работает игра Battlefield 4, позволяют воспроизводить на многопользовательских картах погодные условия, которые совпадают с теми в реальном местоположении игрока. Эта возможность может быть реализована в игре[71];